# Amir Pulad kán
Amir Pulad (? – 1365) az Arany Horda kánja.
A 14. század második felében az Arany Horda káoszba és anarchiába zuhant, a kánok gyors egymásutánban váltották egymást, míg valamelyik riválisuk meg nem gyilkolta őket. Amir Pulad az állam középső és északi részét (beleértve a fővárost, Új-Szarajt) uralta körülbelül egy évig.
Származása bizonytalan, az általa veretett érméken Nugan fiának mondta magát, illetve Pulad Khoja (Hodzsa) néven is ismert, ezért feltételezhetően Batu kán öccsének, Toga Temürnek leszármazottja (a Dzsingisz-utódok ezen ága használta a Hodzsát családnévként).
Amir Pulád 1364-ben elfoglalta az Arany Horda északi részét, közte a volgai bolgárok központját, Bulgart is. 1364 őszén megszállta a fővárost és elűzte az éppen regnáló kánt, Murádot, akit nem sokkal ezután meggyilkoltak.
1365-ben Dmitrij, nyizsnyij-novgorodi fejedelem és öccse, Borisz a Pjana folyónál megfutamította Amir Pulád seregét. Sok tatár elesett és még többen fulladtak a folyóba menekülés közben. Amir Pulad ezután visszatért a fővárosba, de Új-Szaraj már egy újabb trónkövetelő, Aziz sejk kezén volt, aki elfogta és kivégeztette Amirt.